# Gisa Zach

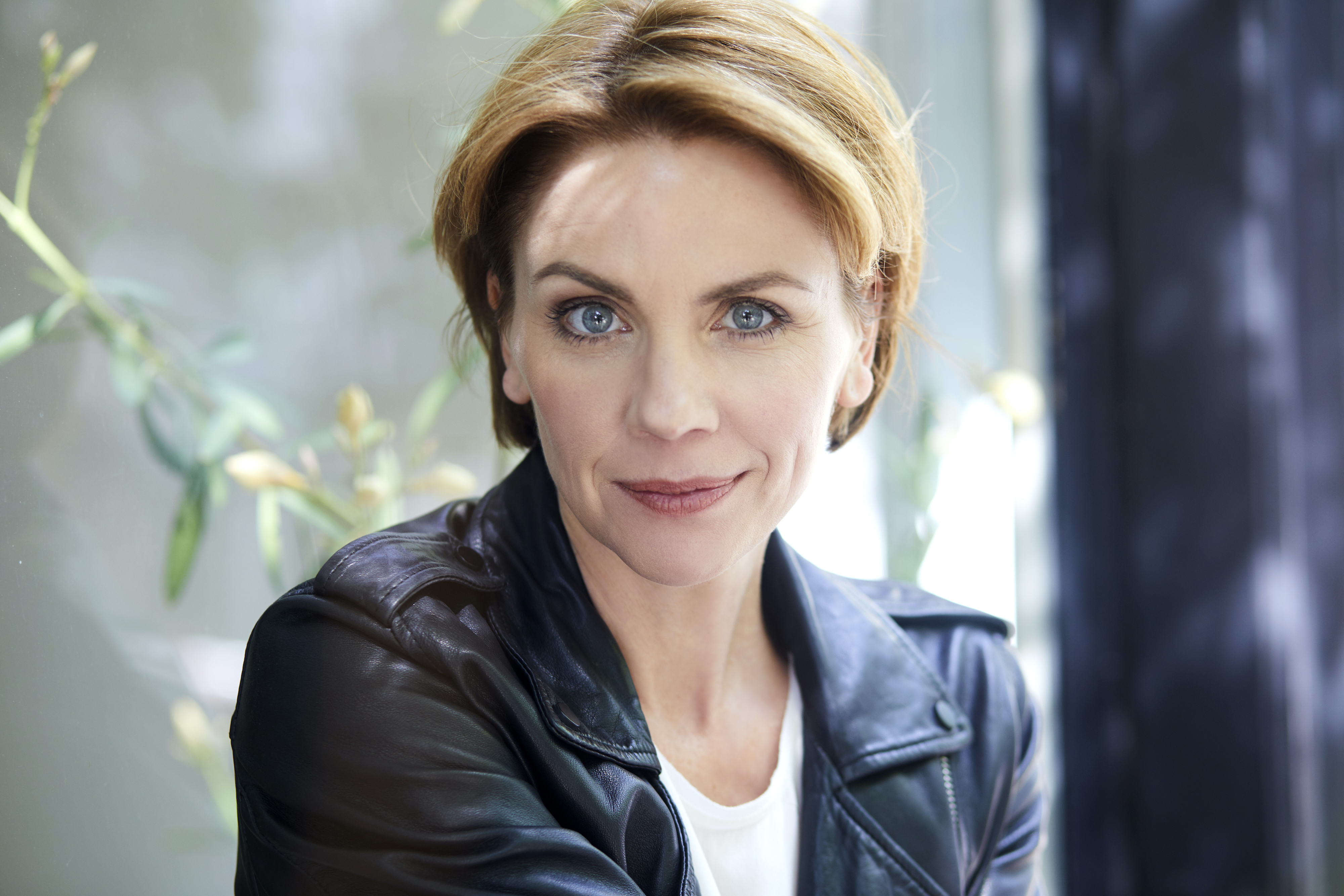
Gisa Zach (2019)

Gisa Zach (* 23. Mai 1974 in Hannover) ist eine deutsche Film- und Theaterschauspielerin.

## Leben
Gisa Zach besuchte zu Beginn ihrer Schulzeit die Freie Waldorfschule in Hannover-Bothfeld und wechselte später aufs Gymnasium. Von 1991 bis 1992 verbrachte sie ein schulisches Auslandsjahr in Venezuela. Nach ihrem Abitur absolvierte sie von 1995 bis 2000 ein Studium für Schauspiel und Gesang an der Folkwang-Hochschule in Essen.
Zach hat mit dem Schauspielkollegen Franz Xaver Zach zwei Töchter. Seit der Trennung lebt sie mit den beiden Kindern in der Nähe ihrer Eltern in Hannover.
2024 stand sie für die Juli-Ausgabe des Playboy vor der Kamera.

## Karriere

### Schauspiel
Nach dem Abschluss ihres Studiums hatte Zach erste Engagements in Fernsehserien wie girl friends – Freundschaft mit Herz, Die Wache, Zwei Profis und Nikola. 2005 war sie als Ruth Ahrens in der täglichen Serie Unter uns bei RTL zu sehen.
Von September 2006 bis November 2007 spielte sie als zweite Hauptdarstellerin in der ZDF-Telenovela Wege zum Glück die Nina Petersen als Nachfolgerin von Susanne Gärtner. Von 2009 bis 2012 verkörperte sie an der Seite von Hardy Krüger junior die Rolle der Tierärztin Dr. Marie Stadler in der ZDF-Vorabendserie Forsthaus Falkenau und in der Rolle der Henrike Matani die Freundin des Kapitäns Ehlers in mehreren Episoden der Küstenwache.
Seit Beginn ihrer Karriere wirkte Zach in mittlerweile mehr als 30 Fernsehproduktionen mit. So spielte sie von 2007 bis 2009 in mehreren ZDF-Produktionen, dazu gehörten unter anderem Das Traumschiff, Hallo Robbie! und Unser Charly. Ebenfalls zu sehen war Zach 2010 unter der Regie von Hans-Jürgen Tögel in Rosamunde Pilchers Lords lügen nicht in der Rolle der Susann Dawson. 2015 gehörte sie neben Katrin Sass und Nina Hoger zur Hauptbesetzung der RTL-Produktion Block B - Unter Arrest.
Zach übernahm von 2015 bis 2018 mehrere Gastrollen in Serien wie Die Bergretter, Morden im Norden oder in der Krankenhausserie In aller Freundschaft. Auch sah man sie in der ARD-Vorabendserie Familie Dr. Kleist.
Seit 2019 spielt Zach in der RTL-Serie Gute Zeiten, schlechte Zeiten die Rolle der Yvonne Bode.

### Theater
Schon vor ihrem Studium trat Zach am Schauspielhaus Düsseldorf, am Münchner Volkstheater und am Theater Oberhausen auf. 2012/2013 spielte sie die junge Hostess Julia in der Theaterproduktion Pretty Girl in der Komödie am Altstadtmarkt in Braunschweig unter der Regie von Florian Battermann. 2013 folgte ein Engagement am Neuen Theater Hannover im Stück Schwanensee in Stützstrümpfen, erneut unter der Regie von Battermann. Großen Erfolg verzeichnete sie von 2016 bis 2018 in der Liebes(kummer)-Komödie Herztrittmacher nach der Romanvorlage Anleitung zum Entlieben von Conti Lubek. Gespielt wurde am Kammertheater Karlsruhe und in der Komödie Dresden. Ebenfalls am Kammertheater Karlsruhe spielte sie 2018 gemeinsam mit Ralf Bauer in der Komödie Gut gegen Nordwind.

## Filmografie
- 2002: girl friends – Freundschaft mit Herz (Fernsehserie, Episode: Abschiedsblicke)
- 2003: Die Wache (Fernsehserie, Episode: Späte Erkenntnis)
- 2004: Gone
- 2005: Nikola (Fernsehserie, Episode: Das Ende – Teil I)
- 2005: Unter uns (Fernsehserie)
- 2006–2007: Wege zum Glück (Fernsehserie)
- 2007, 2008, 2017: SOKO München (Fernsehserie, 3 Folgen, verschiedene Rollen)
- 2008: Kreuzfahrt ins Glück (Fernsehreihe, Episode: Hochzeitsreise nach Florida)
- 2008: Da kommt Kalle (Fernsehserie, Episode: Falsches Spiel)
- 2008: Hallo Robbie! (Fernsehserie, Episode: Geheimnis unter Wasser)
- 2008: Das Traumschiff (Fernsehserie, Episode: Vietnam)
- 2009: Unser Charly (Fernsehserie, Episode: Der Eselflüsterer)
- 2009–2013: Forsthaus Falkenau (Fernsehserie)
- 2009–2012: Küstenwache (Fernsehserie)
- 2010: Rosamunde Pilcher: Lords lügen nicht
- 2013: Ein Fall für die Anrheiner (Fernsehserie, 1 Folge)
- 2014: Block B – Unter Arrest (Fernsehserie)
- 2015: Die Bergretter (Fernsehserie, Episode: Mutterseelenallein)
- 2015: Morden im Norden (Fernsehserie, Episode: Eiskind)
- 2015: Die Pfefferkörner (Fernsehserie, Episode: Toms Vater)
- 2015: SOKO Wismar (Fernsehserie, Episode: Lebensretter)
- 2015: Heldt (Fernsehserie, Episode: Interne Ermittlung)
- 2016: In aller Freundschaft (Fernsehserie, Episode: Noch einmal von vorne)
- 2016: In aller Freundschaft – Die jungen Ärzte (Fernsehserie, Episode: Aus und vorbei)
- 2016: Tatverdacht (Fernsehserie, Episode: Todesengel)
- 2017: Meine fremde Freundin Meine fremde Freundin (Fernsehfilm)
- 2017: Familie Dr. Kleist (Fernsehserie, Episode: Große Kinder, große Probleme)
- 2018: Alarm für Cobra 11 – Die Autobahnpolizei (Fernsehserie, Episode: Endstation)
- 2018: Notruf Hafenkante (Fernsehserie, Episode: Versuchung)
- seit 2019: Gute Zeiten, schlechte Zeiten
- 2021: Nicht wegsehen! (TV-Spot von Space-Eye)
- 2022–2023: Fritzie – Der Himmel muss warten (Fernsehserie)
- 2023: Bettys Diagnose (Fernsehserie, Folge: Ein großer Schritt)
- 2023: In aller Freundschaft – Die jungen Ärzte (Fernsehserie, Folgen: Überschritten, Die Wende)
- 2024: SOKO Hamburg (Fernsehserie, Episode: Diagnose Mord)
- 2024: Blutige Anfänger (Fernsehserie, Episode: Tödliche Nachbarn)

## Theater
- 1997–1999: Stützen der Gesellschaft am Düsseldorfer Schauspielhaus
- 1999: Tartuffe am Düsseldorfer Schauspielhaus
- 1999: Der eingebildete Kranke am Volkstheater München
- 2004: Die Streiche des Scapin am Theater Oberhausen
- 2012: Pretty Girl Komödie am Altstadtmarkt in Braunschweig
- 2013: Schwanensee in Stützstrümpfen am Neuen Theater Hannover
- 2016–2017: Herztrittmacher an der Komödie Dresden
- 2018: Herztrittmacher am Kammertheater Karlsruhe
- 2018: Gut gegen Nordwind am Kammertheater Karlsruhe

## Hörspiel
- 1997: Besetzungsprobleme, (WDR-Hörspiel), Regie: Joachim Sonderhoff